# Јехегнаџор
Јехегнаџор (јерм. Եղեգնաձոր) је варошица и административни центар марза Вајотс Џор у Јерменији. На јерменском језику име града означава „долину трске“. Град се налази 120 км југоисточно од Јеревана, на надморској висини од 1.194 метра.

## Географија
Варошица је смештена на десној обали реке Арпа 120 км југоисточно од Јеревана. Најближа железничка станица се налази чак 58 км удаљена од вароши. Планирана је изградња пруге која би повезивала Јерменију са Ираном а која би пролазила кроз Јехегнаџор. Иако малена, варош има чак три музеја: локални, етнографски и археолошки.

## Занимљивости
Јехегнаџор представља једно од најстаријих наасеља у историјском Сјунику. Град је кроз историју био престоница различитих јерменских кнежевских породица. Број становника је растао захваљујући јерменским имигрантима из Персије. Град је почео убрзано да се развија након 1931. када је постао окружни центар.
Од античких времена насеље на том месту је било познато под именом Јегхеџик, да би му 1935. променили име у Кешишкенд, а 1957. у Микојан (у част једног совјетског политичара). Актуелно име датира од стицања независности.
Град је познат по својим винима (нарочито су квалитетна она из села Арена), сиревима, сувомеснатим производима те ручно тканим теписима.
Град је 1831. имао свега 300 становника, а у новијој историји популација полако расте, тако да данас у вароши живи преко 8.000 становника.
У граду се налаци црква из V века а знаменистост града је и мост из XIII века (Агаракаџорски мост).

## Галерија
- Астватсатсинска црква Јехегнаџора
- Астватсатсинска црква у селу Нораванк